# 栗原文音
栗原 文音（くりはら あやね、1989年9月27日 - ）は、日本の元女子バドミントン選手。

## 経歴
北九州市立中央中学校、九州国際大学付属高等学校卒業。
2015年、スディルマンカップから数野健太とペアを組む。この大会、3勝1敗の成績を収め、日本の銀メダル獲得に貢献した。
この年の全日本総合選手権大会では優勝。ペア結成から1年で国際大会のポイントを積み重ね、2016年5月5日付の世界ランキングで18位に入り、リオデジャネイロオリンピック出場を決めた。オリンピックでは、予選リーグを2勝1敗の2位で決勝トーナメントに進出し、混合ダブルスとして日本人初のベスト8入りを果たした。
2020年3月31日をもって現役を引退。
2021年には、TBSテレビのドラマ『ドラゴン桜』でバドミントン選手の生徒役で出演する平手友梨奈にバドミントン指導を行った。

## 主な成績

### 国内大会
| 年   | 大会                     | 種目 | 成績   | Name                |
| ---- | ------------------------ | ---- | ------ | ------------------- |
| 2009 | 日本ランキングサーキット | WS   | 3位    | 栗原文音            |
| 2010 | 日本ランキングサーキット | WS   | 3位    | 栗原文音            |
| 2014 | 日本ランキングサーキット | WD   | 3位    | 栗原文音 / 篠谷菜留 |
| 2014 | 日本ランキングサーキット | XD   | 優勝   | 垰畑亮太 / 栗原文音 |
| 2014 | 全日本社会人大会         | XD   | 優勝   | 垰畑亮太 / 栗原文音 |
| 2014 | 全日本総合選手権大会     | WD   | 準優勝 | 栗原文音 / 篠谷菜留 |
| 2014 | 全日本総合選手権大会     | XD   | 3位    | 垰畑亮太 / 栗原文音 |
| 2015 | 全日本総合選手権大会     | XD   | 優勝   | 数野健太 / 栗原文音 |

### 国際大会
| 年   | 大会                                   | 種目 | 成績   | Name                |
| ---- | -------------------------------------- | ---- | ------ | ------------------- |
| 2010 | ロシアオープン                         | WS   | 優勝   | 栗原文音            |
| 2010 | マレーシアインターナショナルチャレンジ | WS   | 優勝   | 栗原文音            |
| 2011 | ドイツオープン                         | WS   | 準優勝 | 栗原文音            |
| 2014 | 大阪インターナショナルチャレンジ       | WD   | 3位    | 栗原文音 / 篠谷菜留 |
| 2014 | マレーシアインターナショナルチャレンジ | WD   | 優勝   | 栗原文音 / 篠谷菜留 |
| 2015 | ポルトガル国際                         | WD   | 優勝   | 栗原文音 / 篠谷菜留 |
| 2015 | スイスオープン                         | WD   | 準優勝 | 栗原文音 / 篠谷菜留 |
| 2015 | USオープン                             | WD   | 準優勝 | 栗原文音 / 篠谷菜留 |
| 2016 | シドモディインターナショナル           | XD   | 3位    | 数野健太 / 栗原文音 |